# Stopplaats Bennebroekerweg
Stopplaats Bennebroekerweg is een voormalige stopplaats aan de spoorlijn Hoofddorp - Leiden Heerensingel. De stopplaats werd geopend op 3 augustus 1912 en gesloten op 22 mei 1932.
De stopplaats lag aan de Nieuwkerkertocht. Tegenwoordig loopt aan de overzijde van de tocht de busbaan van de aftakking naar Nieuw-Vennep van de Zuidtangent.
Bij de stopplaats stond een baanwachterswoning die in 1915 gebouwd werd. Op 8 en 9 juni 2006 werd deze gesloopt.